# خدال
خدَّال (الاسم العلمي Isurus)، جنس أسماك بحرية من القروش الحديثة وفصيلة اللخميات (القروش الأسقمرية).